# Световно първенство по шахмат 1921
Световното първенство по шахмат през 1921 г. се провежда под формата на мач между Хосе Раул Капабланка и Емануел Ласкер.
Провежда се в Хавана от 18 март до 28 април 1921 г. Ласкер, действащ световен шампион от 1894 г., се отказва от титлата през 1920 г., но се съгласява да играе през 1921 г. като претендент. Наградният фонд е сред най-големите в историята на първенството. Капабланка става четвъртият световен шампион по шахмат.

## Резултати
Мачът продължава до 24 партии. Шампион става първият играч, събрал 12½ точки или спечелил 8 партии. При равен резултат (12-12) Ласкер би запазил титлата си.
|                             | 1 | 2 | 3 | 4 | 5 | 6 | 7 | 8 | 9 | 10 | 11 | 12 | 13 | 14 | Победи | Точки |
| --------------------------- | - | - | - | - | - | - | - | - | - | -- | -- | -- | -- | -- | ------ | ----- |
| Хосе Раул Капабланка (Куба) | ½ | ½ | ½ | ½ | 1 | ½ | ½ | ½ | ½ | 1  | 1  | ½  | ½  | 1  | 4      | 9     |
| Емануел Ласкер (Германия)   | ½ | ½ | ½ | ½ | 0 | ½ | ½ | ½ | ½ | 0  | 0  | ½  | ½  | 0  | 0      | 5     |
Ласкер се оттегля преждевременно при резултат 9-5 за Капабланка.